# Instituto Federal da Bahia

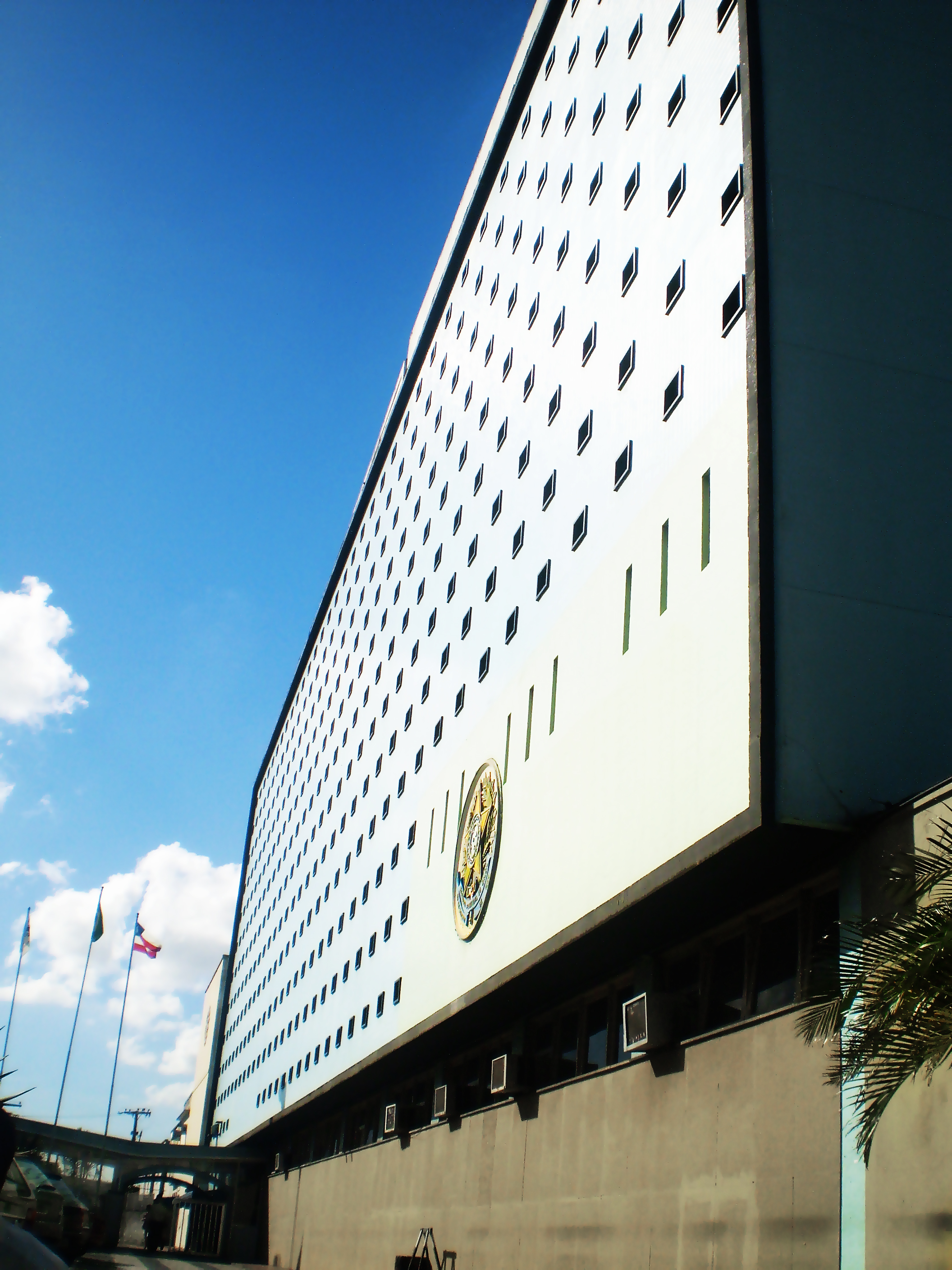
Instituto Federal da Bahia

Das Instituto Federal de Educação, Ciência e Tecnologia da Bahia, kurz: Instituto Federal da Bahia (IFBA) ist eine technische Bildungseinrichtung (Polytechnikum) im brasilianischen Bundesstaat Bahia mit Sitz in Salvador da Bahia.
Das IFBA bietet Kurse und Ausbildungsprogramme auf verschiedenen Ebenen der sekundären und tertiären Bildung in neun Campus in sieben verschiedenen Städten des Bundesstaates an.
Die Einrichtung untersteht als Schule der Bundesebene dem brasilianischen Bildungsministerium (Ministério da Educação).

## Weblink
- IFBA-Website